# 1656 en littérature
| Années de la littérature : 1653 - 1654 - 1655 - 1656 - 1657 - 1658 - 1659    |
| Décennies de la littérature : 1620 - 1630 - 1640 - 1650 - 1660 - 1670 - 1680 |

Cet article présente les faits marquants de l'année 1656 en littérature.

## Événements
- 23 janvier : Blaise Pascal commence l'écriture de ses Provinciales, lettres écrites à son ami janséniste Antoine Arnauld, dont la publication est clandestine ; il y dénonce certaines méthodes des Jésuites, comme la casuistique (fin le 24 mars 1657)[1].
- 24 mars : miracle de la sainte épine à Port-Royal. Guérison de Marguerite Périer, nièce de Pascal, après avoir touché le reliquaire de la Sainte Épine ;  Blaise Pascal médite son projet de Traité des miracles puis de sa grande apologie du christianisme (Les Pensées, publiées en 1670)[2].

- 27 juillet : Baruch Spinoza est excommunié par les rabbins qui obtiennent son bannissement d’Amsterdam[3]. Il demeure dans les faubourgs de la ville pendant cinq ans vivant du polissage de verres optiques. Il écrit son premier ouvrage philosophique, Court Traité sur Dieu, l’homme et sa félicité, le Tractatus theologico-politicus (« Traité théologico-politique », publié en 1670) et la dissertation De intellectus emendatione (De la réforme de l’entendement, publié en 1677)[4].
- Novembre-décembre : séjour de Blaise Pascal à Port-Royal des Champs[5].

- Salon littéraire de Mme Fouquet et de Mme du Plessis-Bellière à Vaux et à Saint-Mandé(1656-1661)[6]. Il attire Georges de Brébeuf, l’abbé de Boisrobert, Paul Scarron, Madame de Sévigné, Jean Ogier de Gombauld, le président de Périgny, Samuel Isarn, Charles Faucon de Ris, Thomas Corneille, Paul Pellisson puis les habitués du salon de Madeleine de Scudéry : André Félibien, Charles Perrault, Philippe Quinault, Marin Cureau de La Chambre, Jean Loret, Gilles Ménage etc.[7]

## Parutions
- 31 mars : achevé d'imprimer de l'édition complète de la traduction par Pierre Corneille De l'imitation de Jésus Christ, Paris, Robert Ballard, 1656 (présentation en ligne).
- Septembre-novembre[8] : James Harrington, The Commonwealth of Oceana : « La Communauté d'Oceana », Londres, D. Pakeman, 1656 (présentation en ligne)

- Margaret Cavendish, Natures Pictures drawn by Fancies Pencils to the Life, Londres, F. Martin et F. Allestrye, 1656 (présentation en ligne), qui comprend son autobiographie intitulée The True Relation of my Birth, Breeding, and Life (« Relation véridique de ma naissance, de mon éducation et de ma vie »[9].

- Michel de Pure, La Pretieuse ou le mystere des ruelles : Dédiée à telle qui n’y pense pas, Paris, Lamy, associé ensuite à Luyne et Sercy, 1656-1658 (1re, 2e, 3e et 4e parties lire en ligne sur Gallica), roman en quatre parties.

- Jean Chapelain, La Pucelle, ou la France délivrée, Paris, Augustin Courbet, 1656 (présentation en ligne), poème héroïque.

- Saint-Évremond rédige les Conversation du maréchal d’Hocquincourt avec le Père Canaye, écrit satirique publié en 1687[10].

## Décès
- 27 juillet : Salomo Glassius théologien luthérien allemand, né en 1593